# قيمة نجفية
القيمة النجفية هي أكلة عراقية نجفية شائعة في العراق مثل بغداد وكربلاء والنجف ومدن عراقية كثيرة أول من طبخها أهل النجف في العراق، وهي تختلف بأسلوب الطبخ عن أكلة القيمة إحدى أشهر اليخنات في العراق وإيران.

## أصل التسمية
القيمة تعني مرق اللحم المهروس، وربما أصلها من كلمة (كيمه) الهندية والتي تعني اللحم المفروم، ولا يجب الخلط مع الكلمة العربية التي تعني الفائدة [وفقًا لِمَن؟] ، سوى أن قيمة النجف لها ميزة غير معروفة في المدن الأخرى وذلك فيما يتعلق بالمواد والمقادير، وأكثر تحضير لها في أيام محرم الحرام وبخاصة في عاشوراء منه يوم مقتل الإمام الحسين بن علي، وبسبب ذلك أصبحت تعرف بالقيمة الحسينية.

## طريقة التحضير
يقلى البصل حتى يتحول اللون الأشقر المائل للحمرة، يضاف اللحم للبصل سواءً كان لحم غنما أو بقرا حسب الاختيار. ثم يضاف الماء الحار والحمص ويترك على النار حتى ينضج الحمص ومن ثم يهرس الحمص واللحم معا، ثم يضاف للخلطة توابل خاصة ومنها الكمون والليمون المجفف (نومي بصرة/لومي/ليمون أسود) والهال باللإضافة للملح، وتترك على نار هادئة لتتماسك.
و نحصل في النهاية على مرقة متماسكة تقدم على طبق من الأرز يمكن تطييبه بالزعفران.
تحضر القيمة النجفية في الشوارع كأكلة سريعة والبيوت على حد سواء حتى أشتهر بتحضيرها الرجال أكثر من النساء.